# Sveti Anton, Koper
Sveti Anton (italijansko Sant'Antonio, med letoma 1952–1991 Pridvor) je naselje v Slovenski Istri, ki upravno spada pod Mestno občino Koper.
Naselje z več kot 2000 prebivalci se nahaja približno 10,1 km jugovzhodno od Kopra, na vznožju Šavrinskega gričevja. 

## Etimologija
Naselje je dobilo ime po svetem Antonu Puščavniku. Kraj z imenom S. Antonio de la corte je naveden na zemljevidu Pietra Coppa iz leta 1525 tj. 500 let pred zgraditvijo župnijske cerkve svetega Antona, ko je na njenem mestu stal majhen oratorij. Najbrž je že takratna vaška skupnost v tem majhnem oratoriju, v katerem je delovala tudi bratovščina svetega Antona Puščavnika, častila svetega Antona kot svojega zavetnika.

Ime naselja so iz Svetega Antona v Pridvor spremenili leta 1958. Tako kot preimenovanje mnogih drugih krajev po Sloveniji v povojnem času je bilo tudi preimenovanje Svetega Antona del obsežne kampanje oblasti, da se iz toponimov slovenskih krajev odstranijo vsi religiozni elementi. Uradno pojasnilo preimenovanja je temeljilo na prepričanju takratnih oblasti, da je »ime italijanskega izvora oziroma sad prizadevanj, da bi se imena primorskih krajev poitalijančila«, toda številni krajani so bili prepričani, »da so ime naselja spremenili, ker je nosilo ime svetnika«.

Naselju so vrnili prvotno ime leta 1991, na podlagi opravljene javne ankete prebivalcev. Argumenta za vrnitev starega imena sta bila zlasti dejstvo, da je naselje nosilo ime Sveti Anton več kot pet stoletij in večinska želja, da se ponovno uvede uporaba nekdanjega imena.

## Zgodovina
V 2. polovici 8. stoletja je Istra prešla izpod bizantinske pod frankovsko oblast. Leta 840 je bila regija priključena k Italskemu kraljestvu, leta 952 pa kot del Furlanske marke vključena v Sveto rimsko cesarstvo, po letu 1209 je imel položaj istrskega mejnega grofa oglejski patriarh. Že od sedemdesetih let 9. stoletja so istrska mesta občasno občutila vpliv Benetk, vendar so se kljub temu, nekaj časa še samostojno razvijala in oblikovala lastno upravo in zakonodajo. Koper je leta 1283 moral sprejeti oblast Benetk, ki je trajala vse do propada republike leta 1797. 
Po propadu Benetk je Sveti Anton skupaj s Koprom za kratek čas spadal pod Napoleonovo Francijo in je bila sprva del Napoleonovega Italijanskega kraljestva, od leta 1809 pa Ilirskih provinc.
Po Napoleonovem porazu v Rusiji in dokončno pri Waterloo-ju je Istra po določbah Dunajskega kongresa ostala pod avstrijsko nadoblastjo. Sveti Anton je odtlej spadal pod Avstrijsko primorje, avstrijsko mejno grofijo Istro. Z razpadom Avstro-ogrske monarhije ob koncu prve svetovne vojne leta 1918 in po podpisu mirovne pogodbe v Rapallu novembra 1920 je bila celotna Istra priključena Kraljevini Italiji, vse do njene kapitulacije leta 1934. Do konca druge svetovne vojne je bila del okupacijske operativne cone Jadransko primorje (Adriatisches Küstenland) Wermachta, vojaških enot Tretjega rajha. Po vojni, med letoma 1945 in 1954, je bila severna Istra del cone B Svobodnega tržaškega ozemlja.
Angloameričani so upravljali njegov severni del (cono A), ki je obsegala Trst z okolico in železniško progo Trst–Gorica. Cona B, ki je obsegala severni del Istre do reke Mirne, je bila pod jugoslovansko vojaško upravo. Z londonskim memorandumom iz leta 1954 je STO prenehalo obstajati, cona B pa je bila priključena Jugoslaviji. Dokončno je bila meja med Italijo in Jugoslavijo potrjena z osimskimi sporazumi, ki sta ga podpisali Socialistična federativna republika Jugoslavija in Republika Italija 10. novembra 1975 v italijanskem mestu Osimo.
Z osamosvojitvijo Slovenije leta 1991 je tudi Sveti Anton uradno postal slovensko istrsko naselje.

## Zaselki
Sveti Anton obsega tudi številne zaselke na pobočju hriba Jazbine  in na širokem hrbtu v severnem delu Šavrinskega gričevja, ta je severovzhodni podaljšek Marežganskega slemena, ki se tu spušča v dolino reke Rižane: Boškarji, Bužarji, Cerej, Dolani, Dvori, Farančan, Fikoni, Gregoriči, Hrib, Kavaliči, Klanec, Kocjančiči, Kortina, Pečki, Potok s Čepinjami, Malimi Bonini in Malimi Fikoni, Ravne, Šušteti, Škofarji, Tomažiči, Turki in Vrtine.
Lastna imena so dobili bodisi po priimkih svojih prebivalcev (npr. Fikoni, Gregoriči in Turki), po naravnih značilnostih (npr. Ravne in Hrib), živalskem svetu (Kavaliči), značilnostih naselitve (Dvori in Kortina) ter drugih lastnostih.

## Urbanizacija
Nekdanje naselje podeželjskega značaja je bilo močno urbanizirano v obdobju po osemdesetih letih preteklega stoletja, ko so uredili komunalno infrastrukturo, elektriko, vodovod, cestne povezave z bankinami in pločniki. Veliko število obnovljenih hiš in novogradenj v različnih slogih, je povzročilo, da se je izgubila arhitektura, nekdaj značilna za  istrska naselja.

## Gospodarstvo
V naselju ni bilo nikoli večje industrije, vse dejavnosti so bolj ali manj povezane z obrtjo, trgovino, storitvami, tradicionalnim kmetijstvom, oljkarstvom ipd. Velik del aktivnih prebivalcev je zaposlenih v Kopru ali v drugih obalnih urbanih naseljih. V okoliških zaselkih je še vedno pomembno pridelovanje zgodnjih vrtnin, sadjarstvo, oljkarstvo in vinogradništvo.

## Sveti Anton danes
Središče naselja je ob župnijski cerkvi svetega Antona Puščavnika, kjer so zadružni dom z gostilno, nogometno in balinarsko igrišče, trgovina ter novejša podružnična osnovna šola. V bližini je tudi pokopališče, z nekaterimi zanimivimi nagrobniki iz 19. stoletja. Nekdanjo šolsko stavbo z dvoriščem in travnik, ki leži zahodno od zadružnega doma, obdaja star kamniti zid z železno ograjo. V neposredni bližini šole stojita spominski plošči padlim v NOB, talcem in žrtvam fašizma ter spomenik Jožeta Pohlena Istri.

## Podnebje
Podnebje v Svetem Antonu je submediteransko, podtip obalno submediteransko podnebje (podnebje oljke), za katerega so značilni dolga in vroča poletja ter sorazmerno mile zime. Povprečne januarske temperature so višje kot v večini Slovenije in znašajo več kot 4 °C, povprečne julijske pa so višje od 22 °C. Morje v Portoroškem zalivu je najhladnejše februarja (8 °C), najtoplejše pa avgusta (24 °C) in več. Padavin je malo, med 1000 in 1100 milimetrov, največ jih pade jeseni, običajno pa nekaj tudi v začetku pomladi. Nekdaj značilna burja ni več pogosta, vseeno pa občasno sunki dosežejo hitrosti tudi preko 100 km/h, kar prebivalcem lahko povzroča nevšečnosti.

## Šolstvo
V Svetem Antonu je med drugo svetovno vojno delovala partizanska šola. Danes v naselju deluje podružnična osnovna šola, ki spada pod Osnovno šolo Elvire Vatovec Prade.

## Cestni promet
Bližina mej z Italijo (Spodnje Škofije/Rabuiese) ter s Hrvaško (Sečovlje/Plovanija in Dragonja/Kaštel), omogoča prebivalcem lahko dostopnost. Hitra cesta H6 je zgrajena do Kopra in se nadaljuje vse do Dobrave pri Izoli. Najlažji dostop je preko odcepa Bertoki in naprej po državni cesti, ki povezuje naselja Prade, Pobegi, Čežarji in se nadaljuje do Svetega Antona.

## Znane osebnosti
- Dušan Jakomin (* 11. januar 1925, † 12. februar 2015), slovenski zamejski duhovnik, zborovodja, jezikoslovec in ustanovitelj škedenjskega etnografskega muzeja, ena izmed osrednjih osebnosti tržaških Slovencev.[13][14]
- Plemiška družina (grofje) Tacco - živeli so na Kortini do 19. stoletja.
- Miha Turk - lokalni narodni buditelj, obdobje narodne prebuje v Slovenski Istri, 19. stoletje.
- Josip Valentič  (* 1863, † 1919), učitelj in deželnozborski poslanec, v Sv. Antonu je poučeval v začetku 20. stoletja in organiziral mladinski pevski zbor.
- Avguštin Vida (Agustin Vida dr.) - po škofu Paolu Naldiniju »pobožni doktor Avguštin Vida iz znamenite lombardske družine, ki je prišla v Koper iz Cremone okoli leta 1284 ali 1311«,[15][16] podatki iz krstne knjige župnije sv. Antona iz leta 1656 potrjujejo, da je živel v Sv. Antonu in zgradil tudi manjšo zasebno cerkev, umrl je leta 1706.[15]
- Jadran Ogrin - glasbenik.